# مطثية زبدية
مطثية زبدية (الاسم العلمي: Clostridium butyricum) هي نوع من البكتيريا يتبع جنس المطثية من الفصيلة المطثاوية.

## روابط خارجية
- Type strain of Clostridium butyricum at BacDive - the Bacterial Diversity Metadatabase